# Гарагау (Телеорман)
Гарагау (рум. Gărăgău) насеље је у Румунији у округу Телеорман у општини Вартоапе. Oпштина се налази на надморској висини од 99 m.

## Становништво
Према подацима из 2002. године у насељу је живело 845 становника, од којих су сви румунске националности.